# Luther Yaméogo
 (mars 2021).
La mise en forme du texte ne suit pas les recommandations de Wikipédia : il faut le « wikifier ».
Les points d'amélioration suivants sont les cas les plus fréquents :
- Les titres sont pré-formatés par le logiciel. Ils ne sont ni en capitales, ni en gras.
- Le texte ne doit pas être écrit en capitales (les noms de famille non plus), ni en gras, ni en italique, ni en « petit »…
- Le gras n'est utilisé que pour surligner le titre de l'article dans l'introduction, une seule fois.
- L'italique est rarement utilisé : mots en langue étrangère, titres d'œuvres, noms de bateaux, etc.
- Les citations ne sont pas en italique mais en corps de texte normal. Elles sont entourées par des guillemets français : « et ».
- Les listes à puces sont à éviter, des paragraphes rédigés étant largement préférés. Les tableaux sont à réserver à la présentation de données structurées (résultats, etc.).
- Les appels de note de bas de page (petits chiffres en exposant, introduits par l'outil «  Source ») sont à placer entre la fin de phrase et le point final[comme ça].
- Les liens internes (vers d'autres articles de Wikipédia) sont à choisir avec parcimonie. Créez des liens vers des articles approfondissant le sujet. Les termes génériques sans rapport avec le sujet sont à éviter, ainsi que les répétitions de liens vers un même terme.
- Les liens externes sont à placer uniquement dans une section « Liens externes », à la fin de l'article. Ces liens sont à choisir avec parcimonie suivant les règles définies. Si un lien sert de source à l'article, son insertion dans le texte est à faire par les notes de bas de page.
- La présentation des références doit suivre les conventions bibliographiques. Il est recommandé d'utiliser les modèles {{Ouvrage}}, {{Chapitre}}, {{Article}}, {{Lien web}} et/ou {{Bibliographie}}. Le mode d'édition visuel peut mettre en forme automatiquement les références.
- Insérer une infobox (cadre d'informations à droite) n'est pas obligatoire pour parachever la mise en page.

Pour une aide détaillée, merci de consulter Aide:Wikification.
Si vous pensez que ces points ont été résolus, vous pouvez retirer ce bandeau et améliorer la mise en forme d'un autre article.
 (mars 2021).
Luther Tarwin Desega Yaméogo, né le 23 octobre 1974 est un juriste politologue burkinabè. Ancien directeur pays de l’Ong Diakonia au Burkina, il est à l’initiative du programme Presimetrbf, une plate-forme de suivi des politiques publiques. 

## Biographie
Juriste politologue de formation, expert en gouvernance démocratique et en relations Internationales, Tarwin Desega Luther Yaméogo a développé une expertise polycompétente forgée par une pratique professionnelle variée, pointue et éprouvée pendant 21 ans, au niveau africain et international.
Responsable principal de l’engagement avec la société civile, chargé du plaidoyer et des partenariats, à la Banque africaine de développement depuis le 1er Janvier 2019, il a été tour à tour expert puis directeur pays du centre international pour la sécurité et la gouvernance en Afrique, pour le Mali, le Niger et le Burkina Faso (2018), Directeur Pays de l’Ong Internationale Suédoise Diakonia pour le Burkina Faso (2010 – 2018), représentant pays de l’ONG internationale avocats sans frontières dans les Grands Lacs au Burundi (2008-2010), Directeur des opérations du centre pour la gouvernance démocratique au Burkina Faso (2002-2008), Chef du portefeuille clients pour le cabinet perfectum Afrique pour le Burkina Faso et la Guinée de 1999 à 2002.
Il est connu et reconnu pour son leadership transformationnel produisant des changements structurels grâce à des habiletés diplomatiques et programmatiques éprouvées autant auprès des acteurs institutionnels décideurs, des partenaires techniques et financiers que de la communauté des organisations de la société civile.
Identifié sous le vocable de « Monsieur Capacitation », il a porté plusieurs chantiers de renforcement des capacités de la société civile en Afrique en mettant en place une plate-forme de dialogue pour ce faire. Le référentiel généré sous l’appellation Africapacités s’est imposé comme une Interface d’interpellation communautaire et de redevabilité entre les acteurs de la gouvernance (Etat, Secteur Privé et Société Civile).
Partenaire préférentiel des Organisations de la Société Civile dans la mise en place de la convention des Organisations de la Société Civile pour l’observation domestique des élections, il a fait montre d’une proactivité et d’une anticipation résultrice en portant sur des fonts baptismaux les initiatives ci-après :
- Le réseau des Organisations de la Société Civile, qui ont porté la dynamique de changement institutionnel au Burkina Faso en 2013-2014
- Le Programme d’actions prioritaires proactives  qui a permis de structurer la participation de la société civile au processus de transition au Burkina Faso en capitalisant les expériences d’autres pays 2015.
- Le Programme d’appui au processus électoral[4] 2015-2020 qui a contribué à des élections libres, transparentes et dont les résultats ont été acceptés par l’ensemble des acteurs en 2015-2016.
- Le Présimètre ou Programme d’imputabilité politique et de redevabilité économique et sociale qui organise la contribution de la société civile à l’élaboration, l’implémentation et le monitoring des politiques publiques. Ce programme est boosté par une plate-forme numérique presimetrebf
- Le Programme de Justice Economique et Sociale[5] qui a permis de mettre en place un label de responsabilité sociétale des entreprises minières au Burkina Faso suivant l’expérience du Maroc 2016-2017

D’autres initiatives en faveur des Jeunes (Université d’été des Jeunes Leaders) ou des utilisateurs des technologies de l’information et de la communication (Hackathon ou Web Influenceurs ou Facebook Talents) ont contribué à booster la participation des femmes et des jeunes à la gouvernance démocratique. L’Association des Blogueurs du Burkina Faso est l’une des organisations dynamiques capitalisant la valeur ajoutée de l’utilisation des TIC pour un développement démocratique et une veille citoyenne responsable.

## Distinctions
- Lauréat 2017 du Prix Good Human Rights Stories ToInspire” du Représentant Spécial de l’Union Européenne pour les Droits Humains, Stavros Lambrinidis  avec le Présimètre à Bruxelles
- Lauréat en 2017 du Prix Numérique « Transparence et Redevabilité » [7]octroyé par Transparency International et CFI-Médias à Paris et présentation de l’initiative à l’Assemblée Générale des Nations Unies en 2018 à New York
- Distinguished Guest of the City of Freeport Illinois, USA, Freeport Area International Visitors Council en 2005 dans le cadre du International Visitors Leadership Program (USA)